# Calyptocephalellidae
Calyptocephalellidae är en familj av groddjur som ingår i ordningen stjärtlösa groddjur (Anura). Enligt Catalogue of Life omfattar familjen Calyptocephalellidae 4 arter. 
Hos Calyptocephalella gayi blir honor med en kroppslängd (huvud och bål) av 32 cm tydlig större än hanar. De senare blir bara omkring 12 cm långa. Inom släktet Telmatobufo varierar kroppslängden mellan 4 och 7,7 cm. Arten Calyptocephalella gayi fortplantar sig i dammar eller i vikar av insjöar. Honans upp till 10 000 ägg befruktas av hanen som omfamnar henne i den för stjärtlösa groddjur typiska amplexus. Grodynglen behöver för sin utveckling 1 till 2 år och de blir under tiden upp till 15 cm långa. Medlemmarna av släktet Telmatobufo förekommer vid snabbflytande bäckar, vanligen i skogar som domineras av sydbokssläktet (Nothofagus). Grodynglen har därför runda skivor vid munnen för att suga sig fast på stenar eller vattendragets botten samt en kraftig svans.
Familjens medlemmar förekommer i bergstrakter i centrala och södra Chile.
Släkten enligt Catalogue of Life:
- Calyptocephalella, 1 art.
- Telmatobufo, 4 arter.